# 鹅池镇
鹅池镇，是中华人民共和国重庆市黔江区下辖的一个乡镇级行政单位。

## 行政区划
鹅池镇下辖以下地区：
鹅池村、石柱村、联盟村、治安村、方家村、社溪村、学堂村、杜家村和南溪村。